# Лизофосфатидилэтаноламин
Лизофосфатидилэтаноламин — химическое соединение, производное фосфатидилэтаноламина, распространённого компонента клеточной мембраны. Лизофосфатидилэтаноламин образуется в результате гидролиза фосфатидилэтаноламина при отщеплении остатка одной из жирных кислот. Как правило, гидролиз катализируется в результате действия фосфолипазы A2. Лизофосфатидилэтаноламин используется в сельском хозяйстве как агент, который способен влиять на рост растения, в частности на усиление цвета, повышение уровня сахара, хорошего состояния растения и сохранности без каких-либо побочных эффектов.
Лизофосфатидилэтаноламин присутствует на клеточной мембране в качестве минорного компоннета. Кроме этого, лизофосфатидилэтаноламин детектируется в сыворотке человека и составляет около несколько сотен нг/мл. Доступный природный источник лизофосфатидилэтаноламина — лецитин яичного белка (≤1.5 %), соевый лецитин (≤0.2 %) и другие лецитины.

## Функции и использование
Лизофосфатидилэтаноламин является минорным компонентом клеточной мембраны. Он играет роль медиатора в переносе сигнала и активации ферментов. Физиологическая роль лизофосфатидилэтаноламина в крови не известна. Лизофосфатидилэтаноламин обладает противогрибковой и противобактериальной активностью у мух и у некоторых грибов, в которых лизофосфатидилэтаноламин активирует сигнальные пути MAPK.

## Структура и химия
Лизофосфатидилэтаноламин содержит полярную группу этаноламин и 2-фосфоглицерат, соединённый в положении sn-1 с какой-либо жирной кислотой, которая может быть как насыщенной, так и ненасыщенной.

Общая структура лизофосфатидилэтаноламина, где ацил — остаток различных жирных кислот

## Использование
Лизофосфатидилэтаноламин может ускорять созревание и повышать время хранения плодов томатов и задерживать процесс старения как листьев, так и плодов томатов. Было также показано, что лизофосфатидилэтаноламин может ингибировать фосфолипазу D, которая способна деградировать мембрану и активность которой повышена при старении. Кроме этого, было показано, что лизофосфатидилэтаноламин усиливает окраску и увеличивает время хранения плодов клюквы и повышает качество плодов винограда белого кишмиша, включая такие параметры как растворимый твёрдый остаток, кислотность, твёрдость и размер.